# Não Encosta
"Não Encosta" é uma canção da cantora brasileira Ludmilla , composta por Ludmilla e produzida por DJ Will 22. O videoclipe foi lançado em 20 de abrilde 2018 na plataforma digital Portal KondZilla.

## Lista de faixas
- Download digital

1. "Não Encosta" - 2:24[1]